# Serie A2 1997-1998 (pallamano maschile)
La Serie A2 1997-1998 è stata la 28ª edizione del torneo di secondo livello del campionato italiano di pallamano maschile.

Esso venne organizzato dalla Federazione Italiana Giuoco Handball.

La competizione è iniziata il 13 settembre 1997 e si è conclusa il 14 marzo 1998.

## Formula del torneo
- Fase regolare: furono disputati due gironi composti da 14 squadre ciascuno con la formula del girone unico all'italiana con partite di andata e ritorno.
- Promozioni: la prima squadra classificata di ciascun girone al termine del torneo fu promossa in serie A1 nella stagione successiva.
- Retrocessioni: le squadre classificate dall'11º al 14º posto al termine del torneo furono retrocesse in serie B nella stagione successiva.

## Girone A

### Squadre partecipanti
| Città                  | Club                           | Palasport                | Sponsor      | Stagione precedente |
| ---------------------- | ------------------------------ | ------------------------ | ------------ | ------------------- |
| Biella                 | Pallamano Biella               | Pala Pajetta             |              |                     |
| Bolzano                | Südtiroler Sportverein Bozen   | Palestra Gasteiner       |              |                     |
| Campo Tures (BZ)       | Südtiroler Sportverein Taufers | Sporthalle Industriezone |              |                     |
| Carpi (MO)             | Handball Carpi                 | Palestra Viale Peruzzi   |              |                     |
| Città Sant'Angelo (PE) | Pallamano Città Sant'Angelo    | Pala Castagna            |              |                     |
| Cologne (BS)           | Pallamano Cologne              | Palasport di Cologne     |              |                     |
| Imola (BO)             | Handball Club Imola 1973       | Pala Ruggi               |              |                     |
| Padova                 | Pallamano Cellini Padova       | PalaFabris               | Lofra Cucine |                     |
| Parma                  | Pallamano Parma                | PalaRaschi               |              |                     |
| Poggio a Caiano (PO)   | Pallamano Ambra                | Pala Consiag             |              |                     |
| Rovereto (TN)          | Handball Club Rovereto         | Pala Marchetti           |              |                     |
| Rovigo                 | Pallamano Tassina Rovigo       | Palasport di Rovigo      |              |                     |
| Venezia                | CUS Venezia                    | Palestra Dorsoduro       |              |                     |
| Vicenza                | Pallamano Vicenza              | Pala Laghetto            |              |                     |

### Risultati
| 13-9-1997 | 1ª/14ª giornata             | 13-12-1997 |
| --------- | --------------------------- | ---------- |
| 27-16     | Cologne - Carpi             | 27-24      |
| 15-27     | Vicenza - Padova            | 18-22      |
| 19-24     | Parma - Rovigo              | 17-21      |
| 19-34     | Rovereto - Ambra            | 24-22      |
| 29-23     | Venezia - Imola             | 27-21      |
| 26-25     | Città Sant'Angelo - Taufers | 23-29      |
| 24-25     | Biella - Bolzano            | 28-34      |

| 4-10-1997 | 4ª/17ª giornata            | 10-1-1998 |
| --------- | -------------------------- | --------- |
| 14-11     | Cologne - Vicenza          | 19-12     |
| 26-22     | Ambra - Imola              | 20-25     |
| 21-18     | Carpi - Parma              | 22-14     |
| 21-18     | Padova - Città Sant'Angelo | 29-30     |
| 32-30     | Taufers - Venezia          | 25-25     |
| 28-17     | Rovigo - Biella            | 27-16     |
| 25-16     | Bolzano - Rovereto         | 31-20     |

| 25-10-1997 | 7ª/20ª giornata             | 31-1-1998 |
| ---------- | --------------------------- | --------- |
| 23-26      | Ambra - Taufers             | 24-25     |
| 20-15      | Bolzano - Rovigo            | 22-19     |
| 20-16      | Imola - Padova              | 31-32     |
| 24-22      | Biella - Parma              | 25-21     |
| 12-19      | Rovereto - Cologne          | 18-23     |
| 32-16      | Città Sant'Angelo - Vicenza | 21-21     |
| 29-31      | Venezia - Carpi             | 24-26     |

| 15-11-1997 | 10ª/23ª giornata           | 21-2-1998 |
| ---------- | -------------------------- | --------- |
| 19-17      | Rovigo - Taufers           | 26-25     |
| 27-30      | Padova - Bolzano           | 25-30     |
| 29-18      | Carpi - Imola              | 18-28     |
| 36-34      | Città Sant'Angelo - Biella | 28-32     |
| 22-23      | Parma - Rovereto           | 18-29     |
| 34-27      | Cologne - Venezia          | 38-23     |
| 17-22      | Vicenza - Ambra            | 26-28     |

| 6-12-1997 | 13ª/26ª giornata          | 14-3-1998 |
| --------- | ------------------------- | --------- |
| 26-22     | Padova - Carpi            | 24-22     |
| 27-14     | Venezia - Rovereto        | 22-26     |
| 26-27     | Bolzano - Cologne         | 22-26     |
| 18-15     | Rovigo - Vicenza          | 24-25     |
| 24-18     | Taufers - Parma           | 25-18     |
| 24-23     | Ambra - Biella            | 25-33     |
| 25-28     | Imola - Città Sant'Angelo | 32-23     |

| 20-9-1997 | 2ª/15ª giornata             | 20-12-1997 |
| --------- | --------------------------- | ---------- |
| 29-27     | Rovigo - Cologne            | 19-21      |
| 16-17     | Carpi - Vicenza             | 23-20      |
| 29-17     | Padova - Parma              | 26-23      |
| 29-23     | Ambra - Venezia             | 33-29      |
| 16-28     | Imola - Biella              | 21-20      |
| 30-21     | Bolzano - Città Sant'Angelo | 25-24      |
| 28-23     | Taufers - Rovereto          | 26-25      |

| 11-10-1997 | 5ª/18ª giornata             | 17-1-1998 |
| ---------- | --------------------------- | --------- |
| 20-23      | Parma - Vicenza             | 15-24     |
| 23-31      | Ambra - Bolzano             | 22-30     |
| 21-25      | Città Sant'Angelo - Cologne | 20-23     |
| 19-19      | Imola - Taufers             | 20-22     |
| 24-27      | Biella - Padova             | 29-34     |
| 21-21      | Rovereto - Carpi            | 16-25     |
| 20-20      | Venezia - Rovigo            | 20-26     |

| 1-11-1997 | 8ª/21ª giornata           | 7-2-1998 |
| --------- | ------------------------- | -------- |
| 20-24     | Parma - Città Sant'Angelo | 22-28    |
| 18-32     | Taufers - Bolzano         | 21-22    |
| 27-25     | Carpi - Ambra             | 21-23    |
| 25-17     | Rovigo - Imola            | 23-25    |
| 28-21     | Cologne - Biella          | 27-23    |
| 21-24     | Vicenza - Rovereto        | 29-31    |
| 30-27     | Padova - Venezia          | 33-23    |

| 22-11-1997 | 11ª/24ª giornata            | 28-2-1998 |
| ---------- | --------------------------- | --------- |
| 19-24      | Rovigo - Padova             | 27-25     |
| 27-25      | Rovereto - Biella           | 32-31     |
| 23-23      | Taufers - Carpi             | 24-21     |
| 26-27      | Venezia - Città Sant'Angelo | 29-30     |
| 18-27      | Ambra - Cologne             | 21-31     |
| 18-21      | Imola - Vicenza             | 27-25     |
| 33-18      | Bolzano - Parma             | 31-18     |

| 27-9-1997 | 3ª/16ª giornata            | 3-1-1998 |
| --------- | -------------------------- | -------- |
| 30-19     | Cologne - Padova           | 23-24    |
| 26-22     | Biella - Carpi             | 27-25    |
| 17-26     | Vicenza - Taufers          | 20-33    |
| 19-25     | Parma - Ambra              | 21-22    |
| 21-22     | Rovereto - Imola           | 22-22    |
| 23-17     | Città Sant'Angelo - Rovigo | 24-19    |
| 29-31     | Venezia - Bolzano          | 23-29    |

| 18-10-1997 | 6ª/19ª giornata           | 24-1-1998 |
| ---------- | ------------------------- | --------- |
| 31-16      | Cologne - Parma           | 28-15     |
| 32-22      | Bolzano - Imola           | 24-27     |
| 30-28      | Padova - Ambra            | 25-31     |
| 21-19      | Vicenza - Venezia         | 27-25     |
| 26-31      | Carpi - Città Sant'Angelo | 23-21     |
| 21-19      | Rovigo - Rovereto         | 24-27     |
| 20-25      | Taufers - Biella          | 27-20     |

| 8-11-1997 | 9ª/22ª giornata              | 14-2-1998 |
| --------- | ---------------------------- | --------- |
| 19-21     | Taufers - Padova             | 23-22     |
| 33-19     | Bolzano - Carpi              | 27-24     |
| 14-25     | Ambra - Rovigo               | 23-24     |
| 28-32     | Rovereto - Città Sant'Angelo | 29-31     |
| 29-24     | Venezia - Parma              | 16-16     |
| 28-22     | Biella - Vicenza             | 21-23     |
| 18-28     | Imola - Cologne              | 20-26     |

| 29-11-1997 | 12ª/25ª giornata          | 7-3-1998 |
| ---------- | ------------------------- | -------- |
| 21-28      | Rovereto - Padova         | 34-27    |
| 21-18      | Carpi - Rovigo            | 18-18    |
| 22-22      | Biella - Venezia          | 35-27    |
| 26-27      | Cologne - Taufers         | 26-23    |
| 21-26      | Vicenza - Bolzano         | 23-23    |
| 18-17      | Parma - Imola             | 16-28    |
| 22-26      | Città Sant'Angelo - Ambra | 18-18    |

### Classifica
|  | Pos. | Squadra           | Pt | G  | V  | N | S  | GF  | GS  | D    | Note                            |
|  | ---- | ----------------- | -- | -- | -- | - | -- | --- | --- | ---- | ------------------------------- |
|  | 1.   | Cologne           | 46 | 26 | 23 | 0 | 3  | 681 | 525 | +156 | Promosso in Serie A1 1998-1999  |
|  | 2.   | Bozen             | 45 | 26 | 22 | 1 | 3  | 724 | 580 | +144 |                                 |
|  | 3.   | Cellini Padova    | 34 | 26 | 17 | 0 | 9  | 673 | 634 | +39  |                                 |
|  | 4.   | Taufers           | 33 | 26 | 15 | 3 | 8  | 632 | 594 | +38  |                                 |
|  | 5.   | Tassina Rovigo    | 30 | 26 | 14 | 2 | 10 | 575 | 541 | +34  |                                 |
|  | 6.   | Città Sant'Angelo | 30 | 26 | 14 | 2 | 10 | 662 | 651 | +11  |                                 |
|  | 7.   | Ambra             | 25 | 26 | 12 | 1 | 13 | 630 | 643 | -13  |                                 |
|  | 8.   | Carpi             | 23 | 26 | 10 | 3 | 13 | 586 | 605 | -19  |                                 |
|  | 9.   | Imola             | 22 | 26 | 10 | 2 | 14 | 584 | 618 | -34  |                                 |
|  | 10.  | Rovereto          | 22 | 26 | 10 | 2 | 14 | 611 | 656 | -45  |                                 |
|  | 11.  | Biella            | 21 | 26 | 10 | 1 | 15 | 661 | 670 | -9   | Retrocesso in Serie B 1998-1999 |
|  | 12.  | Vicenza           | 18 | 26 | 8  | 2 | 16 | 530 | 602 | -72  | Retrocesso in Serie B 1998-1999 |
|  | 13.  | CUS Venezia       | 12 | 26 | 4  | 4 | 18 | 650 | 713 | -63  | Retrocesso in Serie B 1998-1999 |
|  | 14.  | Parma             | 3  | 26 | 1  | 1 | 24 | 485 | 652 | -167 | Retrocesso in Serie B 1998-1999 |

## Girone B

### Squadre partecipanti
| Club            | Città          | Palasport              | Sponsor | Stagione 1996-1997 |
| --------------- | -------------- | ---------------------- | ------- | ------------------ |
| Chieti          | Chieti         | PalaTricalle           |         |                    |
| CUS Palermo     | Palermo        | Pala Cus               |         |                    |
| Jchnusa Sassari | Sassari        | Pala Santoru           |         |                    |
| ACLI Napoli     | Napoli         | Pala Argento           |         |                    |
| Benevento       | Benevento      | Pala Sannio            |         |                    |
| Ciampino 95     | Ciampino (RM)  | Pala Tarquini          |         |                    |
| Messina         | Messina        | Palestra Montepiselli  |         |                    |
| Palermo         | Palermo        | PalaUditore            |         |                    |
| Rosolini        | Rosolini (SR)  | Palasport di Rosolini  |         |                    |
| PGS Ranchibile  | Palermo        | PalaUditore            |         |                    |
| Junior Fasano   | Fasano (BR)    | Palestra Zizzi         |         |                    |
| Regalbuto       | Regalbuto (EN) | Pala Giovanni Paolo II |         |                    |
| Gaeta           | Gaeta (LT)     | Arena Miramare         |         |                    |
| VVFF Siracusa   | Siracusa       | Pala Lo Bello          |         |                    |

### Risultati
| 13-9-1997 | 1ª/14ª giornata               | 13-12-1997 |
| --------- | ----------------------------- | ---------- |
| 35-25     | Rosolini - Regalbuto          | 29-27      |
| 22-23     | VV.FF. Siracusa - Cus Palermo | 19-27      |
| 38-29     | Sassari - Ciampino            | 30-21      |
| 27-31     | Pall. Palermo - Benevento     | 27-34      |
| 12-24     | Don Bosco - Chieti            | 15-32      |
| 26-20     | Gaeta - Fasano                | 15-26      |
| 31-17     | Messina - Napoli              | 24-34      |

| 4-10-1997 | 4ª/17ª giornata            | 10-1-1998 |
| --------- | -------------------------- | --------- |
| 28-24     | Rosolini - VV.FF. Siracusa | 28-26     |
| 29-28     | Benevento - Chieti         | 27-25     |
| 18-26     | Regalbuto - Sassari        | 28-40     |
| 19-15     | Cus Palermo - Gaeta        | 18-19     |
| 35-21     | Fasano - Don Bosco         | 29-19     |
| 15-29     | Ciampino - Messina         | 10-38     |
| 32-28     | Napoli - Pall. Palermo     | 20-32     |

| 25-10-1997 | 7ª/20ª giornata          | 31-1-1998 |
| ---------- | ------------------------ | --------- |
| 30-27      | Benevento - Fasano       | 27-38     |
| 33-20      | Napoli - Ciampino        | 29-22     |
| 22-23      | Chieti - Cus Palermo     | 33-34     |
| 28-19      | Messina - Sassari        | 32-26     |
| 29-30      | Pall. Palermo - Rosolini | 33-33     |
| 16-17      | Gaeta - VV.FF. Siracusa  | 21-23     |
| 23-24      | Don Bosco - Regalbuto    | 28-31     |

| 15-11-1997 | 10ª/23ª giornata            | 21-2-1998 |
| ---------- | --------------------------- | --------- |
| 24-24      | Ciampino - Fasano           | 19-30     |
| 25-24      | Cus Palermo - Napoli        | 28-25     |
| 19-31      | Regalbuto - Chieti          | 21-29     |
| 17-18      | Gaeta - Messina             | 20-25     |
| 25-23      | Sassari - Palermo           | 28-29     |
| 32-27      | Rosolini - Don Bosco        | 27-24     |
| 26-23      | VV.FF. Siracusa - Benevento | 20-34     |

| 6-12-1997 | 13ª/26ª giornata           | 14-3-1998 |
| --------- | -------------------------- | --------- |
| 41-29     | Cus Palermo - Regalbuto    | 28-13     |
| 23-22     | Don Bosco - Pall. Palermo  | 20-34     |
| 22-29     | Napoli - Rosolini          | 27-32     |
| 18-25     | Ciampino - VV.FF. Siracusa | 26-30     |
| 31-25     | Fasano - Sassari           | 32-23     |
| 22-25     | Benevento - Messina        | 21-30     |
| 20-17     | Chieti - Gaeta             | 17-16     |

| 20-9-1997 | 2ª/15ª giornata             | 20-12-1997 |
| --------- | --------------------------- | ---------- |
| 29-31     | Ciampino - Rosolini         | 19-30      |
| 19-23     | Regalbuto - VV.FF. Siracusa | 20-26      |
| 29-22     | Cus Palermo - Sassari       | 23-30      |
| 37-19     | Benevento - Don Bosco       | 26-22      |
| 21-19     | Chieti - Messina            | 23-30      |
| 28-22     | Fasano - Pall. Palermo      | 29-26      |
| 22-21     | Napoli - Gaeta              | 15-22      |

| 11-10-1997 | 5ª/18ª giornata           | 17-1-1998 |
| ---------- | ------------------------- | --------- |
| 25-25      | Sassari - VV.FF. Siracusa | 26-22     |
| 32-30      | Benevento - Napoli        | 27-29     |
| 24-18      | Gaeta - Rosolini          | 21-24     |
| 26-20      | Chieti - Fasano           | 19-24     |
| 31-26      | Messina - Cus Palermo     | 25-26     |
| 21-17      | Pall. Palermo - Regalbuto | 36-29     |
| 25-19      | Don Bosco - Ciampino      | 20-21     |

| 1-11-1997 | 8ª/21ª giornata                 | 7-2-1998 |
| --------- | ------------------------------- | -------- |
| 18-22     | Sassari - Gaeta                 | 23-26    |
| 32-27     | Fasano - Napoli                 | 24-25    |
| 32-33     | Regalbuto - Benevento           | 26-38    |
| 18-24     | Ciampino - Chieti               | 31-19    |
| 17-25     | Rosolini - Messina              | 27-19    |
| 23-27     | VV.FF. Siracusa - Pall. Palermo | 18-19    |
| 20-16     | Cus Palermo - Don Bosco         | 26-21    |

| 22-11-1997 | 11ª/24ª giornata         | 28-2-1998 |
| ---------- | ------------------------ | --------- |
| 26-29      | Ciampino - Cus Palermo   | 17-26     |
| 20-25      | Pall. Palermo - Messina  | 26-34     |
| 36-22      | Fasano - Regalbuto       | 27-22     |
| 18-20      | Don Bosco - Gaeta        | 22-27     |
| 29-24      | Bebevento - Rosolini     | 29-26     |
| 27-23      | Chieti - VV.FF. Siracusa | 28-21     |
| 28-33      | Napoli - Sassari         | 21-31     |

| 27-9-1997 | 3ª/16ª giornata          | 3-1-1998 |
| --------- | ------------------------ | -------- |
| 23-24     | Rosolini - Cus Palermo   | 19-24    |
| 35-20     | Messina - Regalbuto      | 44-19    |
| 20-27     | VV.FF. Siracusa - Fasano | 26-30    |
| 27-21     | Gaeta - Ciampino         | 26-21    |
| 25-34     | Sassari - Benevento      | 29-28    |
| 25-30     | Pall. Palermo - Chieti   | 23-26    |
| 25-29     | Don Bosco - Napoli       | 25-26    |

| 18-10-1997 | 6ª/19ª giornata             | 24-1-1998 |
| ---------- | --------------------------- | --------- |
| 35-26      | Rosolini - Sassari          | 25-26     |
| 27-38      | Napoli - Chieti             | 23-37     |
| 20-20      | Cus Palermo - Benevento     | 28-28     |
| 22-22      | VV.FF. Siracusa - Don Bosco | 28-22     |
| 20-29      | Regalbuto - Gaeta           | 18-32     |
| 27-25      | Ciampino - Pall. Palermo    | 17-37     |
| 23-23      | Fasano - Messina            | 18-30     |

| 8-11-1997 | 9ª/22ª giornata           | 14-2-1998 |
| --------- | ------------------------- | --------- |
| 21-20     | Fasano - Cus Palermo      | 23-22     |
| 27-27     | Napoli - Regalbuto        | 33-30     |
| 32-23     | Benevento - Ciampino      | 34-32     |
| 20-24     | Pall. Palermo - Gaeta     | 20-24     |
| 29-28     | Don Bosco - Sassari       | 22-35     |
| 25-19     | Messina - VV.FF. Siracusa | 25-21     |
| 24-21     | Chieti - Rosolini         | 23-23     |

| 29-11-1997 | 12ª/25ª giornata            | 7-3-1998 |
| ---------- | --------------------------- | -------- |
| 15-28      | Pall. Palermo - Cus Palermo | 26-23    |
| 22-22      | Regalbuto - Ciampino        | 30-35    |
| 40-18      | Messina - Don Bosco         | 28-20    |
| 24-24      | Rosolini - Fasano           | 24-30    |
| 25-29      | VV.FF. Siracusa - Napoli    | 30-29    |
| 21-26      | Sassari - Chieti            | 22-35    |
| 16-16      | Gaeta - Benevento           | 25-20    |

### Classifica
|  | Pos. | Squadra         | Pt | G  | V  | N | S  | GF  | GS  | D    | Note                            |
|  | ---- | --------------- | -- | -- | -- | - | -- | --- | --- | ---- | ------------------------------- |
|  | 1.   | Messina         | 47 | 26 | 23 | 1 | 2  | 756 | 527 | +229 | Promosso in Serie A1 1998-1999  |
|  | 2.   | Chieti          | 39 | 26 | 19 | 1 | 6  | 699 | 572 | +127 |                                 |
|  | 3.   | Junior Fasano   | 39 | 26 | 18 | 3 | 5  | 708 | 607 | +101 |                                 |
|  | 4.   | CUS Palermo     | 38 | 26 | 18 | 2 | 6  | 660 | 584 | +76  |                                 |
|  | 5.   | Benevento       | 37 | 26 | 17 | 3 | 6  | 743 | 678 | +65  |                                 |
|  | 6.   | Gaeta           | 31 | 26 | 15 | 1 | 10 | 568 | 519 | +49  |                                 |
|  | 7.   | Rosolini        | 29 | 26 | 13 | 3 | 10 | 686 | 669 | +17  |                                 |
|  | 8.   | Jchnusa Sassari | 23 | 26 | 11 | 1 | 14 | 699 | 703 | -4   |                                 |
|  | 9.   | ACLI Napoli     | 21 | 26 | 10 | 1 | 15 | 673 | 740 | -67  |                                 |
|  | 10.  | VVFF Siracusa   | 20 | 26 | 9  | 2 | 15 | 605 | 644 | -39  |                                 |
|  | 11.  | Palermo         | 19 | 26 | 9  | 1 | 16 | 672 | 678 | -6   | Retrocesso in Serie B 1998-1999 |
|  | 12.  | Ciampino 95     | 8  | 26 | 3  | 2 | 21 | 570 | 755 | -185 | Retrocesso in Serie B 1998-1999 |
|  | 13.  | PGS Ranchibile  | 7  | 26 | 3  | 1 | 22 | 558 | 722 | -164 | Retrocesso in Serie B 1998-1999 |
|  | 14.  | Regalbuto       | 6  | 26 | 2  | 2 | 22 | 609 | 808 | -199 | Retrocesso in Serie B 1998-1999 |